# Rosebud (Victoria)
Pour les articles homonymes, voir Rosebud.
Rosebud est une ville de la péninsule de Mornington, dans l’État de Victoria, en Australie.